# Fujoshi Kanojo
Fujoshi Kanojo (jap. 腐女子彼女。, dt. „Fujoshi-Freundin“) ist der unter diesem Namen bekannte Blog von Pentabu, der von Enterbrain in zwei Bänden als Light Novel veröffentlicht wurde. Es gibt eine Adaption als Mangaserie und als Fernsehfilm. Der Manga erschien auf Deutsch unter dem Titel Akihabara Shojo.

## Blog und Light Novel
Der Blog startete am 8. November 2005. In den Blogbeiträgen berichtet der Autor, zu der Zeit ein Student von den für ihn peinlichen Fauxpas und anderen Erlebnissen mit seiner hübschen, zwei Jahre älteren Freundin, die ein Hardcore-Yaoi-Fan (Fujoshi) ist. In diese, eine bereits fest im Beruf stehende Angestellte, hatte er sich während eines Teilzeitjobs verliebt, ohne von ihrem für ihn und viele andere schockierendem Hobby zu wissen. Die Namen der Protagonisten werden nie erwähnt, sondern die beiden nur „Ich“ und „Y-ko“ genannt. Neben den beiden Protagonisten treten deren Freunde, ein befreundetes Paar sowie deren Eltern gelegentlich auf. Die Geschichte schreitet episodisch und ohne großen Spannungsaufbau voran. Es wird vorrangig über Zitate und den inneren Monolog des Blogautors, in dem er die Ereignisse kommentiert, erzählt. Der Blog erreichte 11 Millionen Zugriffe.
Gesammelte Einträge des Blogs wurden vom Verlag Enterbrain als Light Novel veröffentlicht. Im Dezember 2006 erschien der erste Band mit den bis dahin veröffentlichten Beiträgen. Ein im August 2007 erschienener zweiter Band umfasst alle weiteren Beiträge bis Ende Juli 2007.

## Manga
Im Dezember 2007 startete die von Rize Shimba gezeichnete und von Enterbrain unter dessen Bs'Log Comics Label veröffentlichte Adaption als Shōjo-Mangareihe. Sie wurde im Mai 2010 mit dem fünften Band abgeschlossen. Die Serie erzählt eine Geschichte ähnlich der Geschehnisse im Blog, weicht allerdings davon ab: Der arme Student Taiga verliebt sich in das Mädchen Yuiko. Diese stellt sich als Fujoshi heraus, was sein Beziehungsleben anders verlaufen lässt, als Taiga es sich erwartet hatte.
Es entstanden Übersetzungen ins Chinesische, Englische und Französische. Ab Juni 2009 veröffentlichte EMA die Serie unter dem Titel Akihabara Shojo auf Deutsch, die Übersetzerin war Claudia Peter. Im Oktober 2010 erschien der fünfte und letzte Band der deutschen Fassung.

## Fernsehfilm
Die von Enterbrain produzierte Adaption als Fernsehfilm wurde zuerst im Mai 2009 veröffentlicht. Auch diese Umsetzung weicht in wichtigen Punkten von der Vorlage ab und erzählt eine eigene Geschichte. In der Internationalen Movie Data Bank (IMDB) wird der Film auch unter dem internationalen englischen Titel My Geeky Girlfriend gelistet.
Die Regie führte Atsushi Kaneshige und das Drehbuch wurde von Ei Katsuragi geschrieben.

## Analyse
Jeffry T. Hester betrachtet die Geschichte aus Blog und Buchreihe im Kontext der Veröffentlichungen über Fujoshi in Japan. Die Spannung werde vor allem anhand der Frage aufgebaut, ob eine „normale Person“ eine Beziehung mit einem Fujoshi führen könne. Dabei werden allerhand Hindernisse gezeigt, vor allem im Verhalten der Fujoshi und deren Anspruch, dass ihr Hobby nicht nur akzeptiert wird, sondern sie ihren Freund darin einbinden kann. Die Perspektive ist dabei stets die des Mannes beziehungsweise des „Normalen“. Die gezeigte Beziehung sei „kameradschaftlich“, aber deutlich von den Vorstellungen der Freundin geprägt. So sehr sich der Blogautor auch über ihre Wünsche in seinen Kommentaren aufregt, er lehnt sie doch nie ab, sondern spielt mit. Wie manche Medien über Fujoshi ist auch dieses von einem Mann geschrieben und gibt daher dessen Perspektive auf die Fanszene und beziehungsweise die eines Außenseiters auf eine „Mädchenkultur“, in der heterosexuelle Männer nicht vorkommen sollen.